# ぶるうたす
ぶるうたす（1954年1月1日 - 2023年2月4日）は、日本のお笑いタレント、俳優、放送作家。東京都板橋区出身。本名は佐藤 勉（さとう つとむ）。かつてはプロダクション人力舎・東京演芸協会に所属していた。

## 来歴
- 日本大学芸術学部演劇学科卒業[1]。学生時代のあだ名は「へら」。ヘラクレスに由来する。
- 1977年に「関東学生ボディービル選手権」に出場し3位[1]。大学卒業後「東映アクションクラブ」、「倉田保昭アクションクラブ」に所属し[1]、アクションタレントを目指すも路線変更。1982年1月16日より『お笑いスター誕生!!』に出場。ボディビルで鍛えた自慢の肉体を披露し、ボディビルのポーズをとりながら漫談を行う「筋肉漫談」で8週勝ち抜き、金賞を獲得[1]。その後はお笑いタレントとしての活動にとどまらず、俳優として特撮番組やVシネマなどにも多数出演する。当時はプロダクション人力舎に所属していた[4]。
- 30代のころのスリーサイズは、B120・W78・H95。上腕部の周囲が45センチ、太ももは62センチあったが、57歳の時点でのスリーサイズは、B110・W85・H95で、上腕部の周囲は40センチ、ももは55センチになり、毎日100回の腹筋運動とゴムチューブを使った筋トレは欠かさない生活を送っていた。
- 右足のみ5センチほど、上げ底の靴を履いている。数年前から、「股関節痛」に悩まされ[5]、医者に診てもらうと、「股関節の骨の一部が欠損している」と診断される。スニーカーの靴底の厚さが左右微妙に違っているのは、それが原因である。
- 離婚経験者であり、埼玉県和光市の自宅で、父、母、8歳年下のトラックドライバーの実弟、オンラインゲーム関連の仕事をしている次男と5人暮らしであった。
- 母が要介護で寝たきり生活を送っており、ぶるうたすが食事を担当しているために、料理がうまくなった。
- 「筋肉漫談」だけでなく、「ものまね芸」も行い、レパートリーは「森進一」「前川清」「小林旭」など、営業の舞台で培ったオーソドックスな人物が得意であった。
- かつては東京演芸協会の理事職も務めていたが、死去の時点では退会している。
- 2023年2月8日、あご勇が自身のブログに「元祖筋肉芸人　ぶるうたすさん」のタイトルで「4日 13時41分にお亡くなりました！残念です」と投稿、死去していたことが明らかになった[2]。また、翌9日にも、東京演芸協会所属のあさひのぼるが自身のTwitter投稿で「筋肉漫談で一世を風靡したブルータス（原文ママ）がなくなってました。69歳の若さで」と死去した事を明らかにした[3]。死因についてはいずれも言及されておらず、不明となっている。

## 出演

### テレビ
- お笑いスター誕生!!（日本テレビ）
- TV海賊チャンネル（日本テレビ）
- 勝ち抜きポカポカドボン（東京12チャンネル）
- ビートたけしのお笑いウルトラクイズ（日本テレビ）
- とんねるずのみなさんのおかげです（フジテレビ）
- ダウンタウンのごっつええ感じ（フジテレビ）
- とんねるずのみなさんのおかげでした（フジテレビ）
- 勝抜きドンドン歌合戦（日本テレビ）

### テレビドラマ
- 高速戦隊ターボレンジャー（テレビ朝日）
- 特救指令ソルブレイン（テレビ朝日）ボンバー本間 / 金属人間 役
- 美少女仮面ポワトリン（フジテレビ）プロレス強盗ブロディ君　役